# Malawi als Jocs Olímpics
Malawi ha competit en vuit Jocs Olímpics d'estiu; per contra, no ha competit mai als Jocs Olímpics d'hivern. Malawi va boicotejar els Jocs Olímpics d'estiu de 1976 i 1980 i va tornar a participar als Jocs Olímpics d'estiu de 1984.
Malawi no ha guanyat mai una medalla olímpica.

## Taules de medalles

### Medalles dels Jocs d'Estiu
| Jocs                          | Atletes                  | Or                       | Plata                    | Bronze                   | Total                    | Rànquing                 |
| Jocs Olímpics d'estiu de 1960 | formant part de Rhodèsia | formant part de Rhodèsia | formant part de Rhodèsia | formant part de Rhodèsia | formant part de Rhodèsia | formant part de Rhodèsia |
| 1964                          | sense participació       |                          |                          |                          |                          |                          |
| 1968                          | sense participació       |                          |                          |                          |                          |                          |
| 1972                          | 16                       | 0                        | 0                        | 0                        | 0                        | –                        |
| 1976                          | sense participació       |                          |                          |                          |                          |                          |
| 1980                          | sense participació       |                          |                          |                          |                          |                          |
| 1984                          | 15                       | 0                        | 0                        | 0                        | 0                        | –                        |
| 1988                          | 16                       | 0                        | 0                        | 0                        | 0                        | –                        |
| 1992                          | 4                        | 0                        | 0                        | 0                        | 0                        | –                        |
| 1996                          | 2                        | 0                        | 0                        | 0                        | 0                        | –                        |
| 2000                          | 2                        | 0                        | 0                        | 0                        | 0                        | –                        |
| 2004                          | 4                        | 0                        | 0                        | 0                        | 0                        | –                        |
| 2008                          | 4                        | 0                        | 0                        | 0                        | 0                        | –                        |
| 2012                          | 3                        | 0                        | 0                        | 0                        | 0                        | –                        |
| 2016                          | 5                        | 0                        | 0                        | 0                        | 0                        | –                        |
| 2020                          | 5                        | 0                        | 0                        | 0                        | 0                        | –                        |
| 2024                          | esdeveniment futur       |                          |                          |                          |                          |                          |
| 2028                          | esdeveniment futur       |                          |                          |                          |                          |                          |
| 2032                          | esdeveniment futur       |                          |                          |                          |                          |                          |
| Total                         | Total                    | 0                        | 0                        | 0                        | 0                        | –                        |